# Jones (Isabela)
Jones (Bayan ng Jones) är en kommun i Filippinerna. Kommunen ligger på ön Luzon, och tillhör provinsen Isabela. Folkmängden uppgår till 39 001 invånare.

## Barangayer
Jones är indelat i 42 barangayer.
| - Abulan - Addalam - Arubub - Bannawag - Bantay - Barangay I (Pob.) - Barangay II (Pob.) - Barangcuag - Dalibubon - Daligan - Diarao - Dibuluan - Dicamay I - Dicamay II | - Dipangit - Disimpit - Divinan - Dumawing - Fugu - Lacab - Linamanan - Linomot - Malannit - Minuri - Namnama - Napaliong - Palagao - Papan Este | - Papan Weste - Payac - Pongpongan - San Antonio - San Isidro - San Jose - San Roque - San Sebastian - San Vicente - Santa Isabel - Santo Domingo - Tupax - Usol - Villa Bello |